# Campidoglio (Augusta)
Il Campidoglio di Augusta (in inglese Maine State House) è la sede governativa dello Stato del Maine, negli Stati Uniti d'America.
Fu costruito ad Augusta tra 1829 e 1832 in stile neoclassico su progetto di Charles Bulfinch.